# Воскресенский, Игорь Николаевич
И́горь Никола́евич Воскресе́нский (род. 25 февраля 1945, Москва) — советский и российский архитектор, Почётный архитектор РФ[уточнить]. Заслуженный архитектор Российской Федерации (2011).

## Биография
В 1969 году окончил Московский архитектурный институт по специальности «архитектор».
С 1969 по 1973 год — работал архитектором,  старшим архитектором института Моспроект-4.
С 1972 по 1980 год работал начальником отдела районного архитектора Перовского района Москвы.
С 1974 по 1982 год избирался депутатом районного Совета народных депутатов Перовского района Москвы.
С 1973 по 1977 год учился в заочной аспирантуре ЦНИИП Градостроительства. Защита диссертации «Принципы организации повседневного отдыха на озеленённых территориях крупнейших городов».
С 1980 по 1986 год занимал должность начальника управления внешнего благоустройства и озеленения Глав АПУ г. Москвы.
С 1986 по 1992 год занимал должность штатного секретаря Союза архитекторов СССР.
С 1986 по 1992 год — президент Всесоюзного объединения ландшафтных архитекторов СССР.
С 1992 по настоящее время является ответственным секретарём Международной ассоциации союзов архитекторов (правопреемник Союза архитекторов СССР)
В 2000 году был назначен заместителем председателя столичного комитета по архитектуре и градостроительству, главным художником Москвы. Занимал эту должность до выхода на пенсию в 2013 году. Руководил проектной работой в области ландшафтной архитектуры и дизайна городской среды.
С 2013 по 2016 год — член Общественной палаты города Москвы, председатель комиссии по градостроительной политике, транспорту и связи.
С 2015 по настоящее время — председатель Комиссии по монументальному искусству Московской Городской Думы.
Кандидат архитектуры. Профессор ФГБОУ Московский архитектурный институт (государственная академия). Академик Российской академии художеств, академик Международной академии архитектуры стран Востока, академик Международной академии архитектуры, академик Академии архитектурного наследия, почётный член Союзов архитекторов Белоруссии, Казахстана, Сербии, Таджикистана, член Ассоциации ландшафтных архитекторов Америки. Вице-президент Союза архитекторов России с 2008 года по 2024 год.. Член Союза архитекторов РФ. Член Союза дизайнеров РФ. Член Союза художников РФ.
С 2003 года по настоящее время  - президент Гильдии профессионалов ландшафтной индустрии.
Автор более чем 100 творческих работ и ряда научных публикаций.
Имеет награды.

## Наиболее известные работы
- Памятник Владимиру Великому в Москве
- Типовое решение памятной стелы «Город воинской славы» (совм. с Г. А. Ишкильдиной, В. В. Перфильевым, С. А. Щербаковым)[1].
- Надгробный памятник В. Высоцкому г. Москва, надгробный памятник В. М. Молотову, надгробный памятник художнику Дейнеке, надгробный памятник певцу и композитору Евгению Мартынову и др.
- Памятник императору Александру I, памятник императору Александру II, памятник М. А. Шолохову, памятник М. Л. Ростроповичу, памятник М. М. Магомаеву, памятник генералу М. Д. Скобелеву, памятник М. Сервантесу, памятник патриарху Гермогену, памятник П. А. Столыпину, памятник В. Г. Шухову, знак «Нулевой километр», памятник советским воинам — москвичам, погибшим в Афганистане, Е. Б. Вахтангову и др. — в Москве.
- Памятник Героям Первой мировой войны в Калининграде, памятник скульптору М. О. Микешину в Смоленске, а также памятники во Франции, Германии, Италии, Испании, Эквадоре, Азербайджане. (более ста реализованных произведений).
- Мемориал экипажу атомного подводного крейсера «Курск», скульптор Л. Е. Кербель, Москва 2002.
- автор книг: «Знакомьтесь — парк!», «Природа в сакральном» Энциклопедический словарь библейских растений, " Природа в сакральном " Растения — символы.
- автор архитектурных проектов построек: санатория «Приморье» г. Сочи, комплекса жилых домов на ул. Улофа Пальме в Москве, Храма «Державной иконы Божией Матери» Чертаново Москва и др.
- автор мемориальных досок: С. М. Будённому, М. А. Булгакову, В. С. Высоцкому, актеру Е. П. Леонову, В. С. Черномырдину, скульптору А. П. Кибальникову, композитору Г. В. Свиридову, певице Л. Г. Зыкиной, Ю. М. Лужкову и др.
- автор градостроительных работ: «Генеральная схема озеленения Москвы», «Генеральная схема комплексного благоустройства Москвы» и др.
- автор реконструкции музея Космонавтики, создания сквера и памятника генеральному конструктору С. П. Королеву г. Москва.
- автор Ботанического сада в г. Белгороде.
- автор проекта Мещерского парка г. Москва.
- издатель журнала «Архитектура. Строительство. Дизайн».
- издатель журнала «Ландшафтная архитектура. Дизайн».

## Семья
Женат, двое детей. Жена И. А. Воскресенская — архитектор, профессор отделения Международной академии архитектуры в Москве (МААМ), член Союза архитекторов РФ. Дочь А. И. Воскресенская — кандидат архитектуры, доцент, член-корреспондент МААМ, член Союза архитекторов РФ, член Союза художников РФ. Сын, А. И. Воскресенский, — архитектор, член-корреспондент Российской академии художеств, член Союза художников РФ.

## Награды
- Орден «За заслуги в культуре и искусстве» (10 марта 2025 года) — за вклад в развитие отечественной культуры и искусства, многолетнюю плодотворную деятельность[2].
- Заслуженный архитектор Российской Федерации (11 июня 2011 года) — за заслуги в области архитектуры и многолетнюю плодотворную деятельность[3].
- Почётная грамота Президента Российской Федерации (17 декабря 2011 года) — за большой вклад в реконструкцию, реставрацию, техническое оснащение и торжественное открытие федерального государственного бюджетного учреждения культуры «Государственный академический Большой театр России»[4].
- Благодарность Президента Российской Федерации (5 июля 2017 года) --- за активное участие в создании и установке  на Боровицкой площади памятника святому равноапостольному великому князю Владимиру.
- Почётный архитектор России. Госстрой России. Приказ №1582 - п к от 15 июля 2002г.
- Премия Правительства Москвы.
- Орден Русской Православной Церкви благоверного князя Даниила Московского . Третьей степени.  г. Москва 25 февраля 2025 г.  награда № 929
- Почетный юбилейный знак " Московская городская Дума. 25 лет." Постановление Думы от 29 апреля 2019 года № 68.
- Орден Венесуэлы . Orden Waraira Repano.
- Золотая медаль " Достойному " Российской Академии художеств. 25. 02. 2025 г.
- Медали Российской Академии художеств.
- Памятный знак " Патриот Москвы" Протокол заседания Бюро Президиума МГСВ № 45 от 24. 02.2025г.
- Другие награды.